# سحب للأسفل (تمرين)
تمرين السحب لأسفل (بالإنجليزية: Pull-down exercise)‏هو تمرين بالأثقال لتقوية العضلات يستهدف بشكل خاص تنمية عضلة الظهر العريضة. يؤدي هذا التمرين وظائف دوران الكتف إلى الأسفل وخفض لوحي الكتف بالتزامن مع تقريب ومد مفصل الكتف.
يُجرى تمرين سحب السلك لأسفل حيث تُحرَّك المقبض عبر سلك معدني، بدلاً من إجراء تمارين السحب على جهاز الرفع.

## العضلات المستهدفة
يتضمن تمرين السحب للأسفل حركة مركبة تتطلب عملًا ديناميكيًا من العضلات المحيطة بالمفاصل الثلاثة التي تتحرك أثناء التمرين. وتشمل هذه المفاصل: المرفق، بالإضافة إلى مفصل الكتف والمفصل الكتفي الصدري في الحزام الكتفي.

### عضلة الظهر العريضة
تُنفذ عضلة الظهر العريضة وظيفتي مد وتقريب الذراع مباشرة إلى اللفافة الشوكية. وتتجاوز هذه العضلة لوحي الكتف على عكس العضلات الأخرى التي تؤدي نفس الوظيفة. لذلك، فإن الجهد المبذول من قِبل هذه العضلة لن يُساهم في تشغيل العضلات المؤثرة على لوحي الكتف. كما تلعب الألياف السفلية لعظمة القص في عضلة الصدر الكبرى دورًا مشابهًا في مد وتقريب الذراع ولكن بدرجة أقل.
عند تقلص هذه العضلات المُقربة والممددة، يمكن أن يؤدي ذلك بشكل غير مباشر إلى خفض لوحي الكتف وتدويرهما للأسفل. ولكن هذا يكون ضروريًا فقط عندما يتم رفع لوحي الكتف وتدويرهما للأعلى بفعل تقلص العضلات المتصلة بلوحي الكتف. فعلى سبيل المثال، إذا كانت القوة تُسحب بواسطة عضلة الظهر العريضة فقط، فإن لوحي الكتف سينخفضان بفعل الجاذبية فقط، دون تدخل عضلات أخرى.

### لوحي الكتف
تشمل العضلات المتصلة بلوحي الكتف والتي تقوم بخفضهما العضلة شبه المنحرفة السفلية والعضلة الصدرية الصغيرة. وتعمل العضلة الصدرية الصغيرة بالتعاون مع العضلة المعينية والعضلة الرافعة للكتف لتنفيذ حركة تدوير لوحي الكتف للأسفل.
أما العضلات المرتبطة بلوحي الكتف التي تُقرب وتُمد الذراع، فتشمل العضلة الدالية الخلفية، والعضلة المدورة الكبرى، بالإضافة إلى مساهمات تثبيتية طفيفة من بعض عضلات الكفة المدورة مثل العضلة فوق الشوكة والعضلة المدورة الصغيرة كمدورين خارجيين، والعضلة تحت الكتف كمدور داخلي.

### المرفق
تشمل العضلات التي تثني مفصل المرفق عضلة ذات الرأسين العضدية، وعضلة العضدية، وعضلة العضدية الكعبرية. تعمل هذه العضلات على تحسين الرافعة الحركية أثناء التمرين.  وبما أن العضلة ذات الرأسين العضدية تنشأ من لوح الكتف على عكس العضلتين الأخريين اللتين تنشآن من عظمة العضد، فإنها تميل للقيام بدور المثبت الديناميكي، مثلما تفعل أوتار الركبة أثناء تمرين القرفصاء. هذا لأن العضلة ذات الرأسين تقصر أثناء ثني المرفق ولكنها تطول أثناء تمديد الكتف.
عند استخدام قبضة مستديرة للساعد، تُساهم العضلة ذات الرأسين بشكل أقوى كمثنية للمرفق. بينما تعتمد القبضة المُنحنية بشكل أكبر على العضلات الأخرى مثل العضلة العضدية والعضلة العضدية الكعبرية.استخدام قبضة مُنحنية أثناء تمارين السحب للأسفل يؤدي عادة إلى تنشيط أكبر لعضلة الظهر العريضة، دون وجود اختلاف في نشاط العضلة بين اتساعات القبضة المختلفة.

## أوجه التشابه
يشبه تمرين السحب لأسفل إلى حد كبير تمرين السحب للأعلى، ولكنه يستخدم أوزانًا أو مقاومات خارجية متحركة مع جسم ثابت بدلاً من قضيب ثابت وجسم متحرك. هذا يجعل تمرين السحب لأسفل حركة سلسلة مفتوحة وتمرين السحب للأعلى حركة سلسلة مغلقة. يمكن أيضًا تعديل الوزن المتحرك ليكون أكبر أو أقل من وزن الشخص الذي يقوم بالتمرين.

## الشكل
يستخدم تمرين السحب لأسفل عادةً جهاز وزن مع مقعد ودعامة للفخذين. تتضمن وضعية البداية الجلوس على الجهاز مع تثبيت الفخذين والظهر مستقيمًا والقدمين مسطحتين على الأرض. يتم تثبيت الذراعين فوق الرأس في وضع التمدد الكامل، والإمساك بقضيب متصل بمجموعة الأوزان. تبدأ الحركة بسحب المرفقين لأسفل وللخلف، وخفض القضيب إلى الرقبة، وتكتمل بالعودة إلى الوضع الأولي.

### الاختلافات

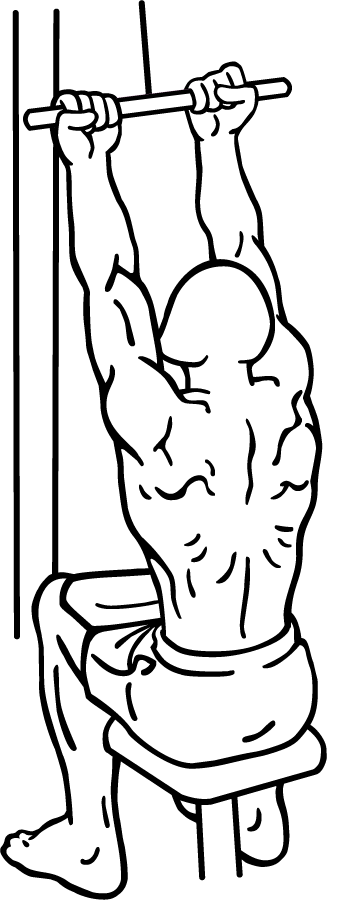
حركة البداية: القبضة الضيقة من الأسفل
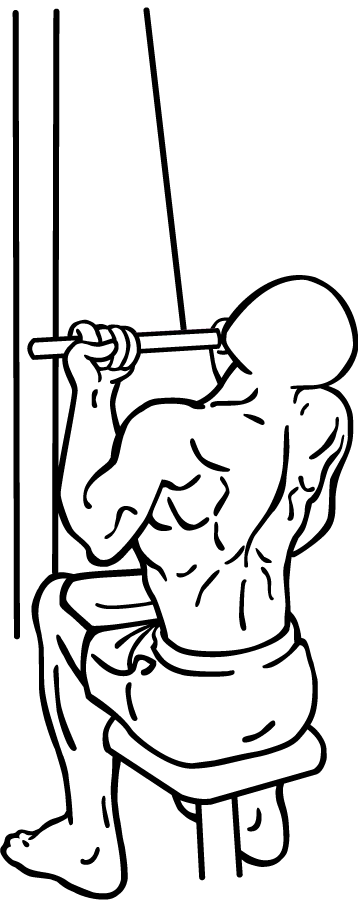
حركة النهاية: القبضة الضيقة من الأسفل
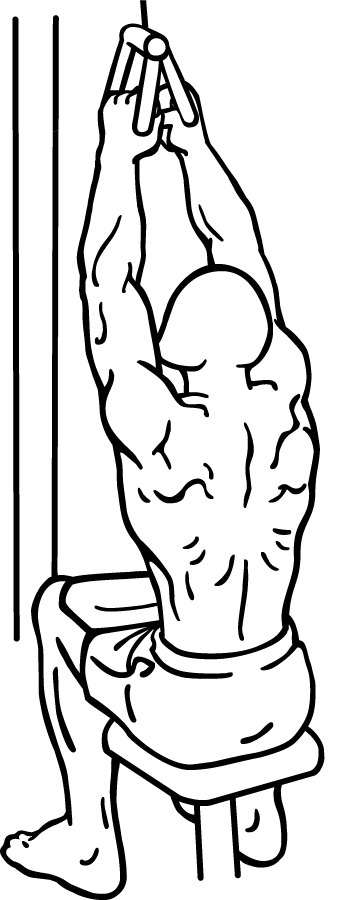
حركة البدء: القبضة الضيقة
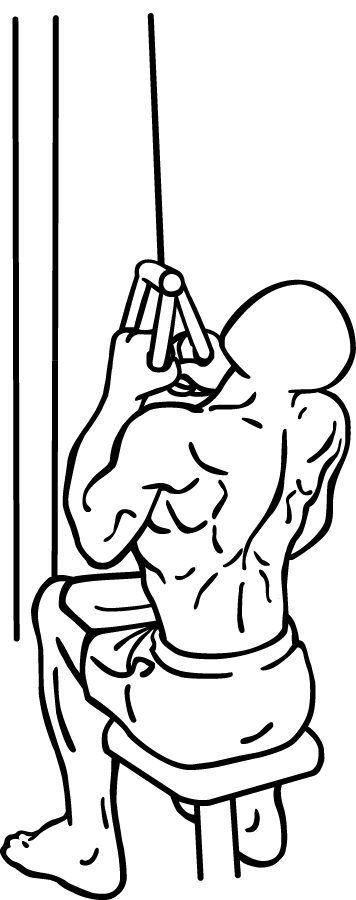
حركة النهاية: القبضة الضيقة
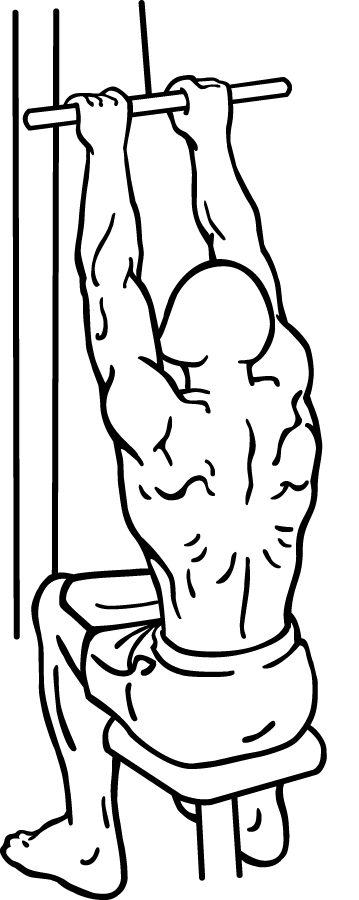
البدء: سحب لأسفل بقبضة ضيقة من الأعلى
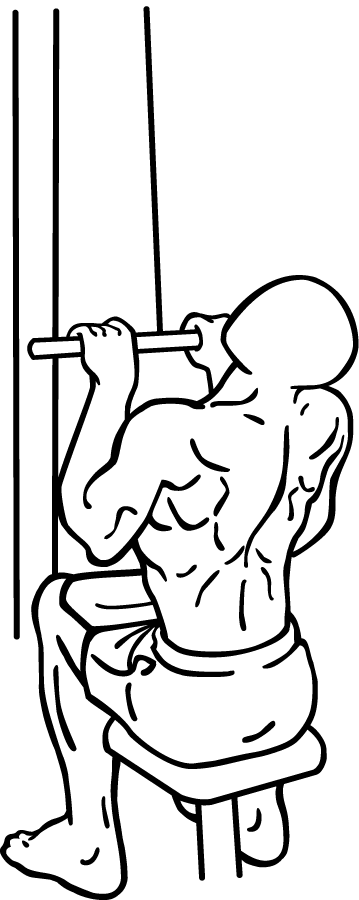
النهاية: سحب لأسفل بقبضة ضيقة من الأعلى
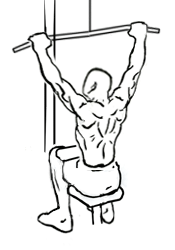
البدء: سحب لأسفل بقبضة واسعة من الأعلى
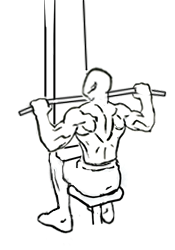
النهاية: سحب لأسفل بقبضة واسعة من الأعلى

يمكن أن تشمل الاختلافات لمس القضيب للصدر (عظم القص) مقابل مؤخرة الرقبة، أو تغيير تباعد اليد (واسع مقابل ضيق) أو الاتجاه (الاستلقاء مقابل الكب). يمكن أيضًا إجراء التمرين باستخدام أجهزة الكابلات، حيث يتم سحب مقبض متصل بكابل باتجاه الجسم، ويمكن القيام بذلك أثناء الجلوس على مقعد أو كرة ثبات، أو الركوع، أو في وضع الوقوف أو القرفصاء. يختلف عدد التكرارات والوزن المتحرك وفقًا لخطة التدريب المحددة للشخص الذي يتدرب.
تمرين العقلة هو تمرين مشابه جدًا يحرك الجسم مقابل قضيب ثابت بدلاً من تحريك قضيب مقابل جسم ثابت.

#### خلف الرقبة
قد يكون هذا الاختلاف في تمرين السحب لأسفل، حيث يتم سحب القضيب خلف الرقبة، خطيرًا وأقل فعالية. لا يوفر تمرين السحب لأسفل خلف الرقبة أي مزايا ميكانيكية حيوية. يمكن أن يسبب ضغطًا على أقراص العمود الفقري العنقي، وتلف القرص إذا تم الاتصال بضرب القضيب بالرقبة. بالإضافة إلى ذلك، يمكن أن يسبب إصابات في الكفة المدورة.

### مشاركة العضلات
إذا تم سحب الوزن للمس الجزء الأمامي من الصدر، فقد يزيد عمل العضلات المعينية، بينما قد يؤدي سحب الوزن لأسفل للمس مؤخرة الرقبة إلى تشغيل العضلة شبه المنحرفة العلوية.